# レッドビーシュリンプ
レッドビーシュリンプ（Red bee shrimp、学名: Neocaridina sp.）は、ビーシュリンプの色彩変異で、赤白の横縞模様がある淡水エビである。
黒い体色箇所が赤くなったビーシュリンプを固定化した品種。体長は2cm前後で寿命は2年程度。
ホンコンクロオビヌマエビ (C. logemann)などの数種が含まれる。

## 飼育
- pH：5.8-6.8。弱酸性が繁殖には良いとされているが、そうでなくても抱卵する。
- 水温：20-27℃。高温は酸欠にもなりやすく、24度前後が目安となる。
- 餌：雑食性で食性は幅広い。ウィローモス、赤虫、茹でたほうれん草（必ず無農薬）、エビ用の餌など。ブリーダーなどがエビ専用の餌を販売しているのでかなりの種類が手に入るようになり、植物性・動物性の餌とミネラルをバランスよく与える事でエビの成長が良くなる。

水質には敏感で水槽の状態によっては飼育が難しいこともあるが、条件が安定すれば繁殖もする。ビーシュリンプと同様に水槽内での繁殖が可能である。
小型なため捕食されやすく、混泳にはあまり適さない。隠れ家となるスペースを作ると良いとされる。
「クリスタルレッドシュリンプ（CRS）」は「レッドビーシュリンプ」という言葉が派生・定着する以前のレッドビーシュリンプの一般的な呼び名であったが、その後、レッドビーシュリンプ養殖業を起業した鈴木久康の有限会社シュリンプ栽培センターが商標登録した。商標権で他の業者が「クリスタルレッドシュリンプ」の名称を使用できなくなったため、それ以降は「レッドビーシュリンプ」が一般的に使用される名称として定着した。そもそもは水草の苔とりとして飼育されていたビーシュリンプの中から赤みを帯びた個体を1991年当時、愛知県田原市で門寿司を経営していた鈴木久康がピックアップし固定化した。その後、アクアリウムに映えることから静岡県の観賞魚商社株式会社清水金魚の吉田により東海エリアを中心とし全国の観賞魚店に広められた。また、日本中のブリーダーの手により、体色の模様や色の濃淡、スタイルや発色・色の濃さの固定化がされる事がある。

## ギャラリー

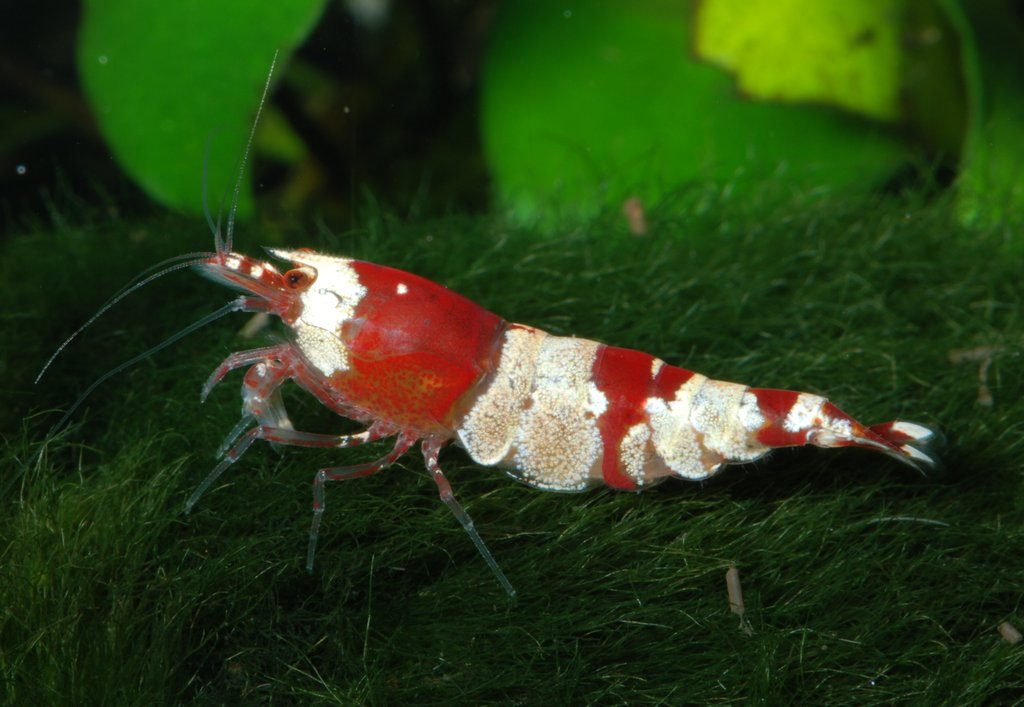
red bee
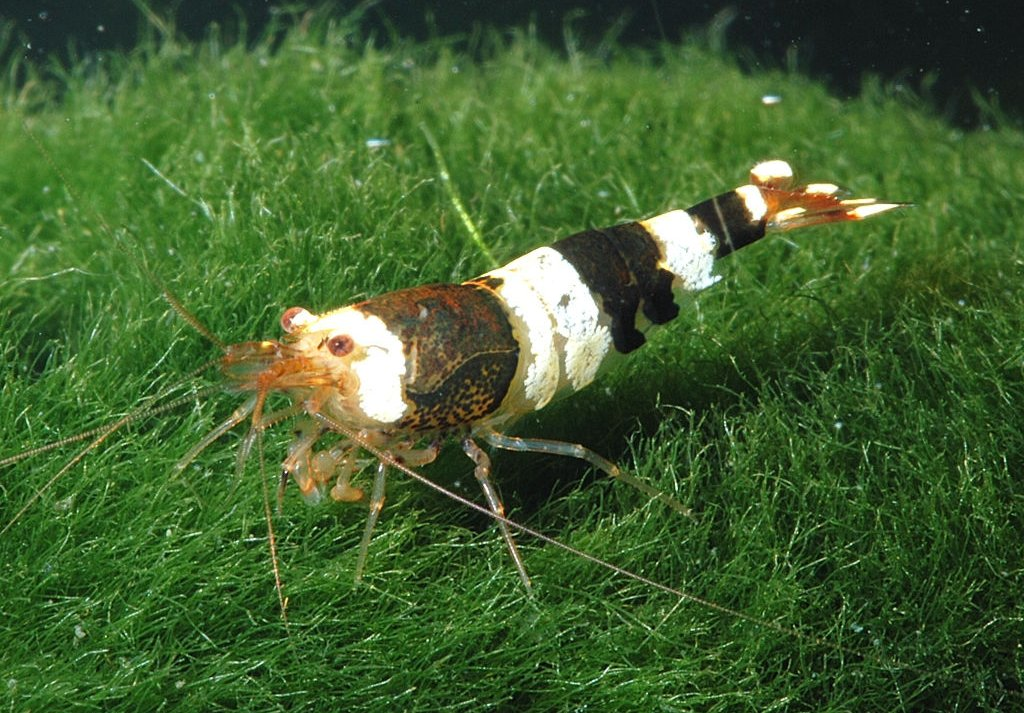
black bee
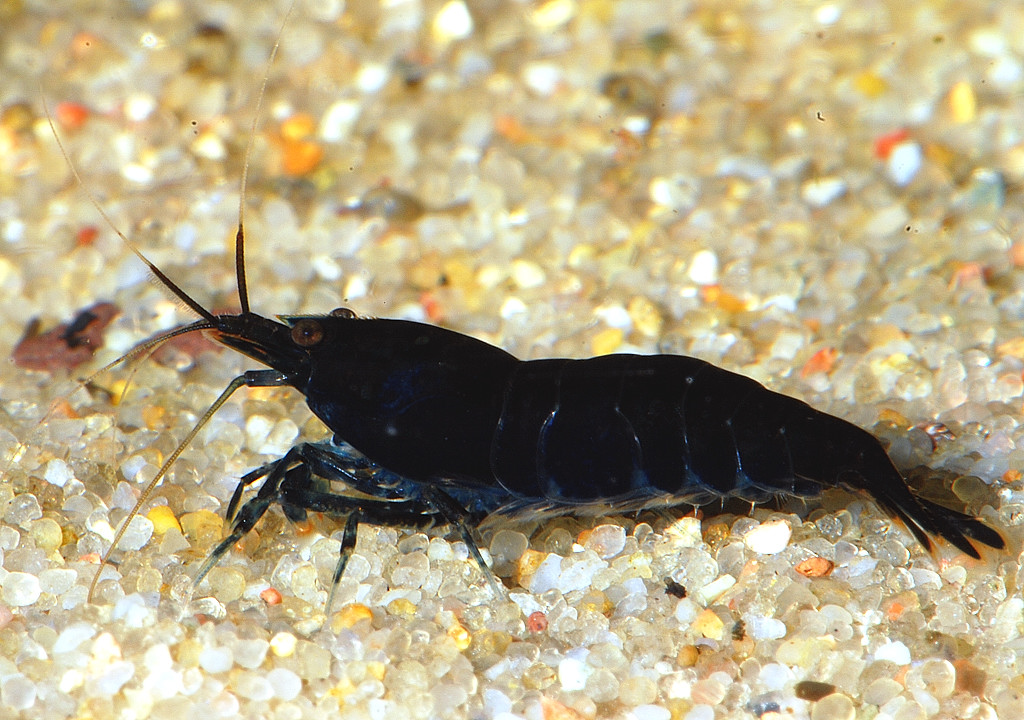
black tiger
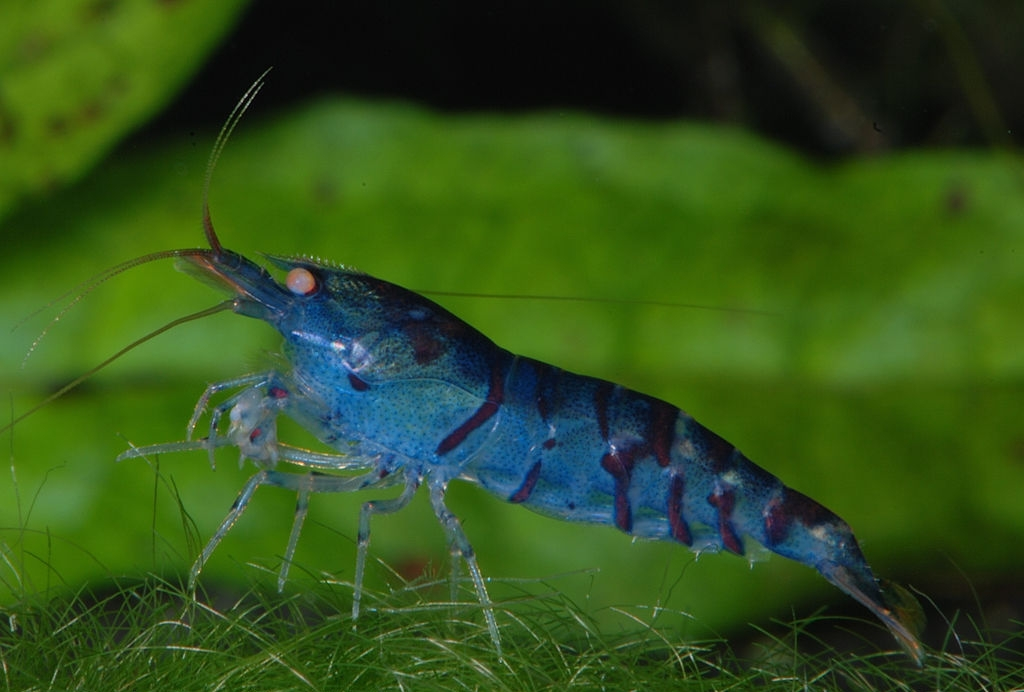
blue tiger
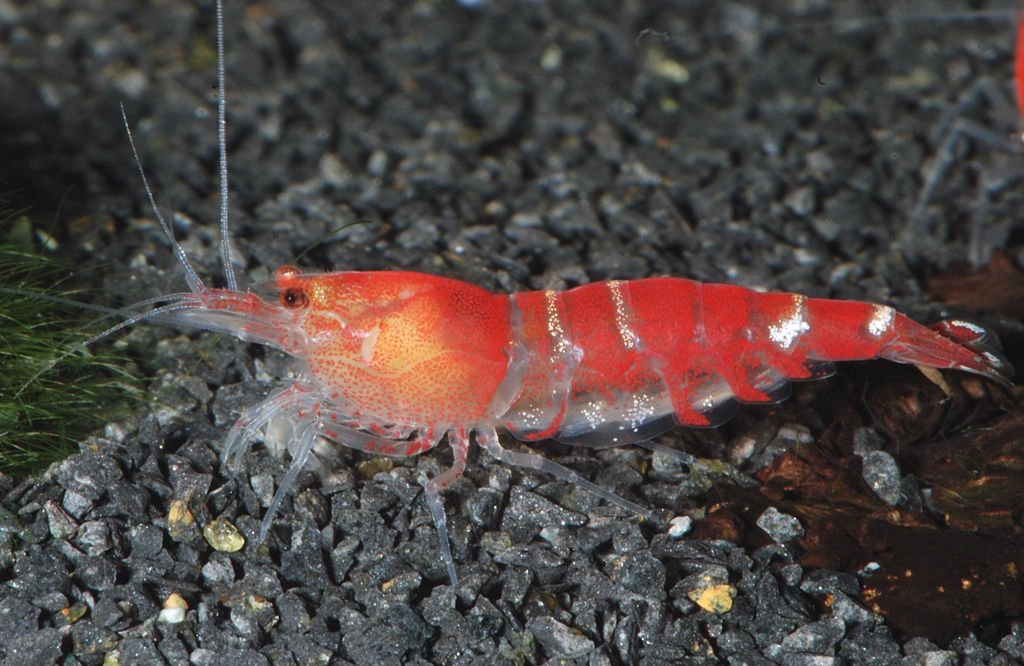
Crystal red
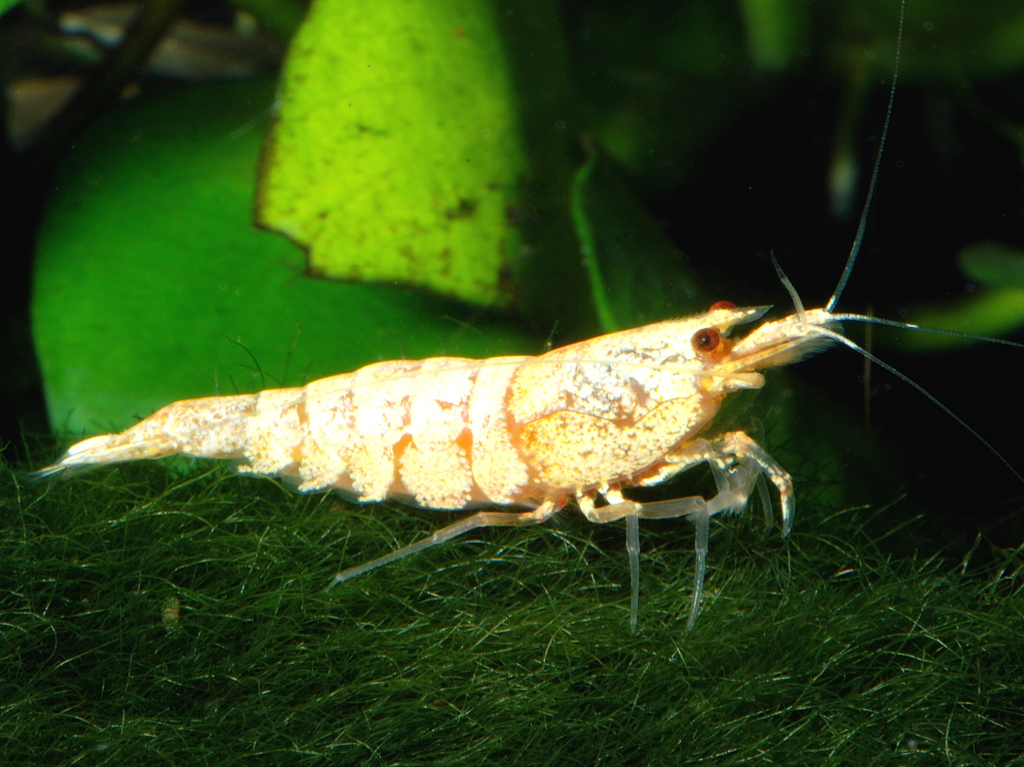
snow white
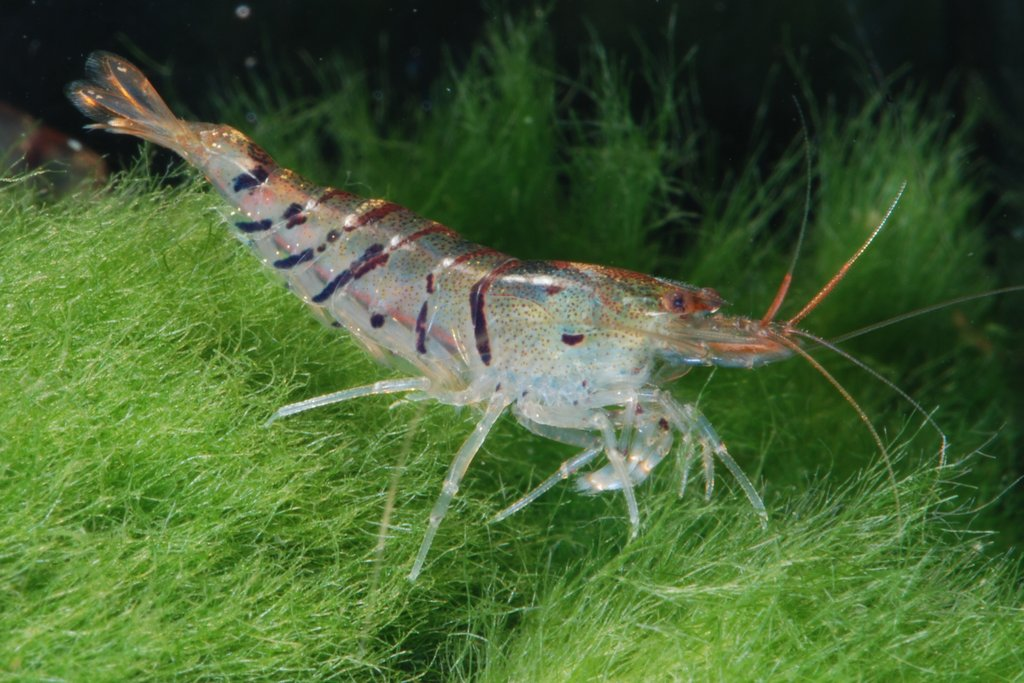
tiger
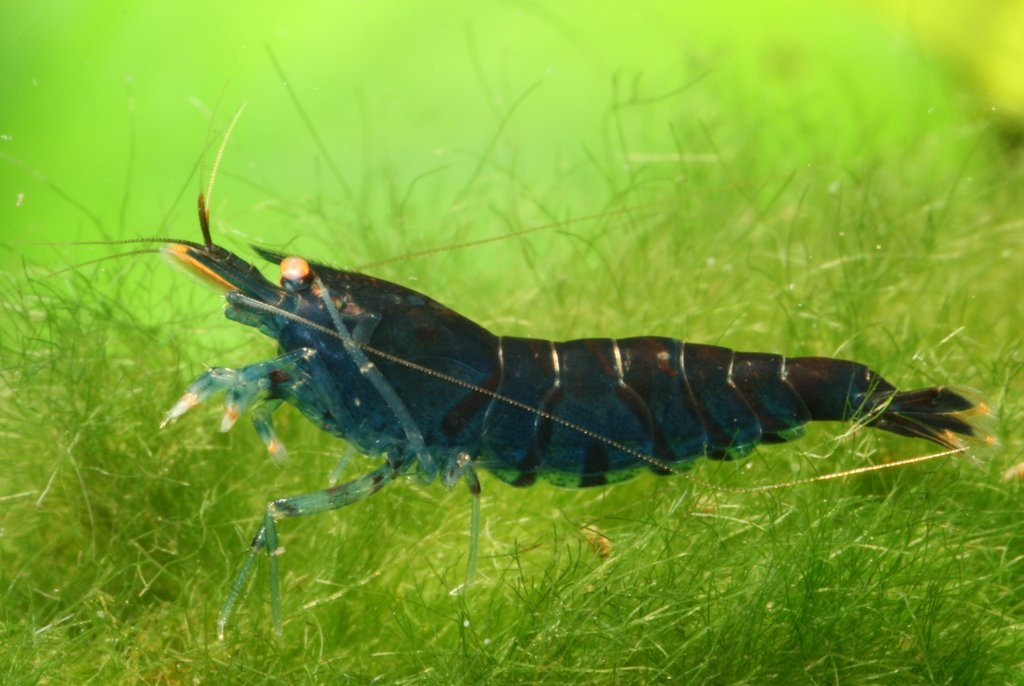
deep blue tiger